# Raiaua Benderului
Raiaua Benderului era o unitate administrativă (raia) a Imperiului Otoman formată pe teritoriul Țării Moldovei după cucerirea cetății Tighina de către oștirile sultanului Soliman Magnificul în 1538, în timpul domniei lui Petru Rareș. Era constituită din orașul Tighina (redenumit de turci Bender) și douăsprezece (sau optsprezece) sate din jur. Puternica cetate Tighina era avanpostul nordic al Imperiului Otoman. Rolul populației rurale, formate din moldoveni, era să aprovizioneze garnizoana cetății cu produse alimentare. Raiaua a fost desființată definitiv de împăratul rus Alexandru I în 1807, după ce, la începutul războiului ruso-turc din 1806-12, garnizoana cetății a capitulat în fața generalului Meiendorf.
Populația orașului la începutul secolului al XIX-lea se ridica, conform militarului francez Guilleminot, la 60 mii de locuitori, dintre care aproximativ jumătate erau musulmani și restul moldoveni, armeni și evrei. În raia se construiau moschei: la Tighina erau trei, în satul Ursoaia una, transformată ulterior în biserica „Acoperământul Maicii Domnului” etc. Locuitorii raielei se aflau sub autoritatea beiului de Tighina și erau supușii direcți ai sultanului, plătind taxa personală (capitația). Regimul fiscal destul de blând contribuia la mutarea țăranilor din ținuturile adiacente ale Principatului Moldovei pe teritoriul raialei.
Hotarele raialei nu se cunosc cu exactitate. Conform istoricului Dinu Poștarencu, hotarul de nord era cursul inferior al râului Bâc de la vărsarea Calinderului până la vărsarea sa în Nistru. Hotarul de est era Nistrul de la gura Bâcului până la gura Botnei. Hotarul de sud era cursul de jos al Botnei de la gura de vărsarea și până la intersectarea ei cu Troianul de Sus la nord-vest de satul Sălcuța. De acolo hotarul de vest trecea în linie dreaptă până la cotul râulețului Calinder, unde acesta își schimbă cursul de la est spre nord, și, mai departe, pe cursul Calinderului până la vărsarea acestuia în Bâc la vest de satul Bulboaca. Astfel, în afară de municipiul Tighina, teritoriul raialei cuprindea partea de sud-est a raionului Anenii Noi și partea de nord-est a raionului Căușeni. În componența raialei intrau satele Varnița, Bulboaca, Hîrbovăț, Fîrlădeni, Ursoaia, Hagimus ș. a. Raiaua Benderului se învecina cu ținutul Orheiului la nord, cu ținutul Lăpușnei la vest (mai târziu cu ținutul Hotărniceni), și cu satele de țărm, cârmuite de hanul din Crimeea, la sud.

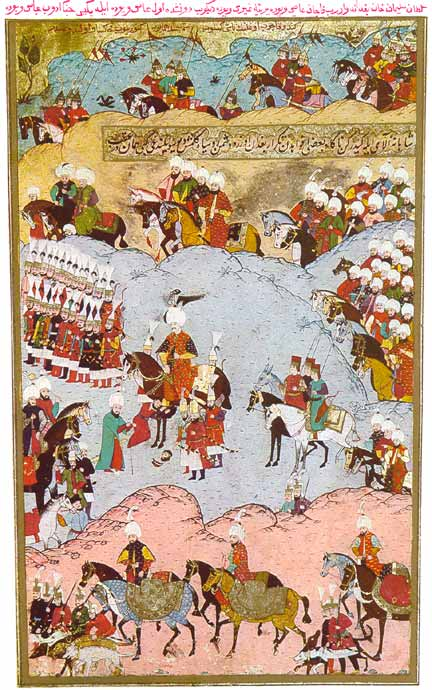
„Sultanul Soliman I preia controlul Moldovei”. Miniatură otomană din 1584 păstrată la Palatul Topkapî din Istanbul.